# Now You See Her
Now You See Her è un singolo del gruppo musicale canadese Crash Test Dummies pubblicato come disco promozionale nel 2010 ed estratto dall'album Oooh La La!.
Come la maggior parte delle canzoni presenti nell'album, il brano è basato attorno alla melodia di un optigan, emulando lo stile swing.

## Significato
La canzone è stata descritta come "una piccola melodia stravagante su una ragazza imprendibile" ed è considerata une delle più sorprendenti ed una delle più belle canzoni dell'album.

## Tracce
1. Now You See Her – 4:06

## Il video
Il video, diretto da Lynne Harty e realizzato con la tecnica dello stop motion, mostra diverse immagini di differenti donne, intervallate da alcune immagini del cantante Brad Roberts.